# برمجة تنقل المعطيات
برمجة تنقل المعطيات في علم الحاسوب هي لطريقة تمثيل البرامج على شكل مخططات مؤلفة من نقط تربط بينها خطوط تمثل اتجاه تنقل المعطيات. وهي تطبيق لتنقل المعطيات.